# Přimda
Přimda (deutsch Pfraumberg) ist eine Stadt mit ca. 1500 Einwohnern im Okres Tachov (Bezirk Tachau) in Tschechien. Sie befindet sich im südwestlichen Teil des Okres Tachov, in 700 m n.m., unter dem Pfraumberg (848 m n.m.), 10 km von der Staatsgrenze zu Deutschland.
Zwei Kilometer nördlich der Stadt verläuft die Dálnice 5 / Europastraße 50. Nächster deutscher Ort ist Waidhaus in der Oberpfalz.

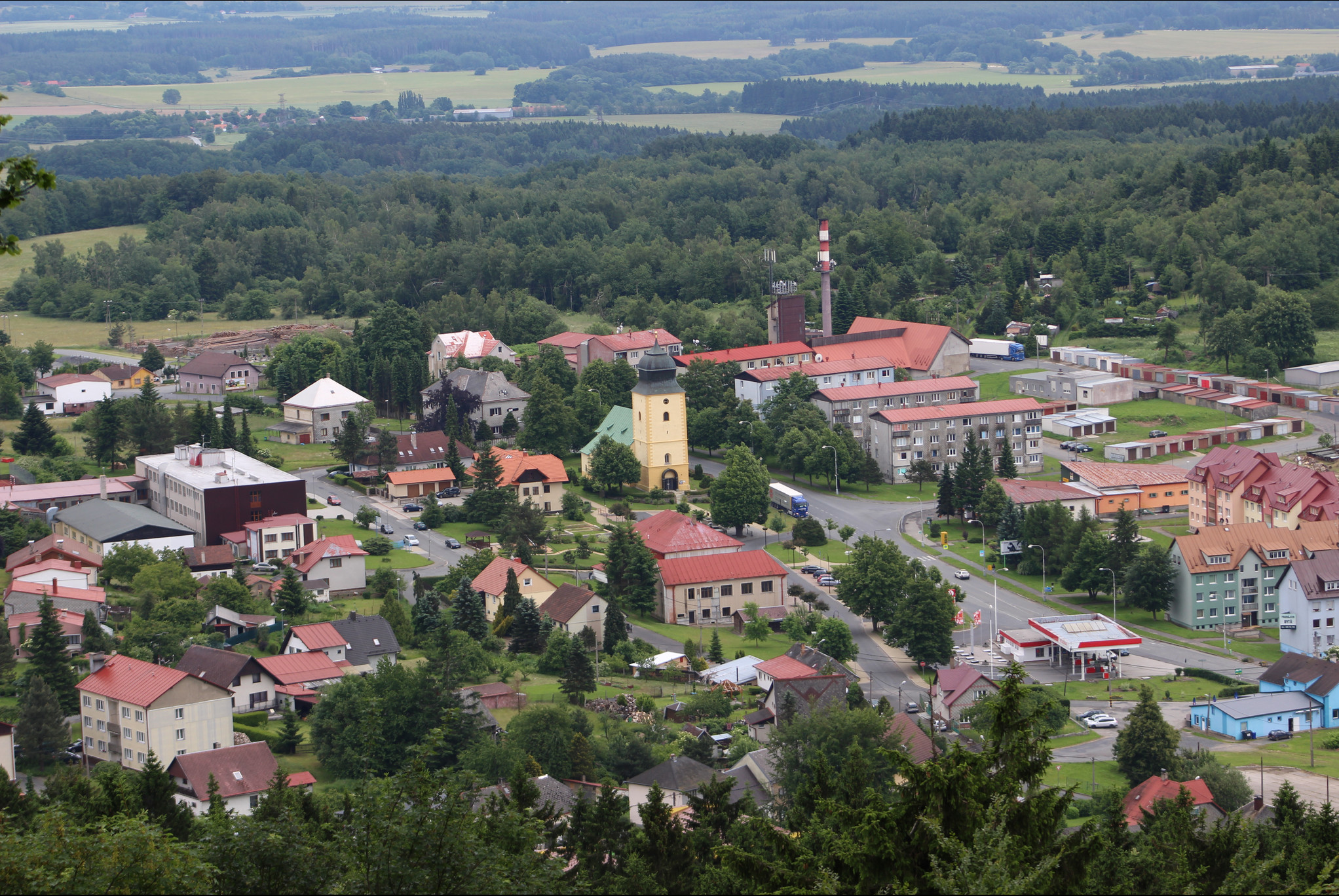
Blick auf Přimda

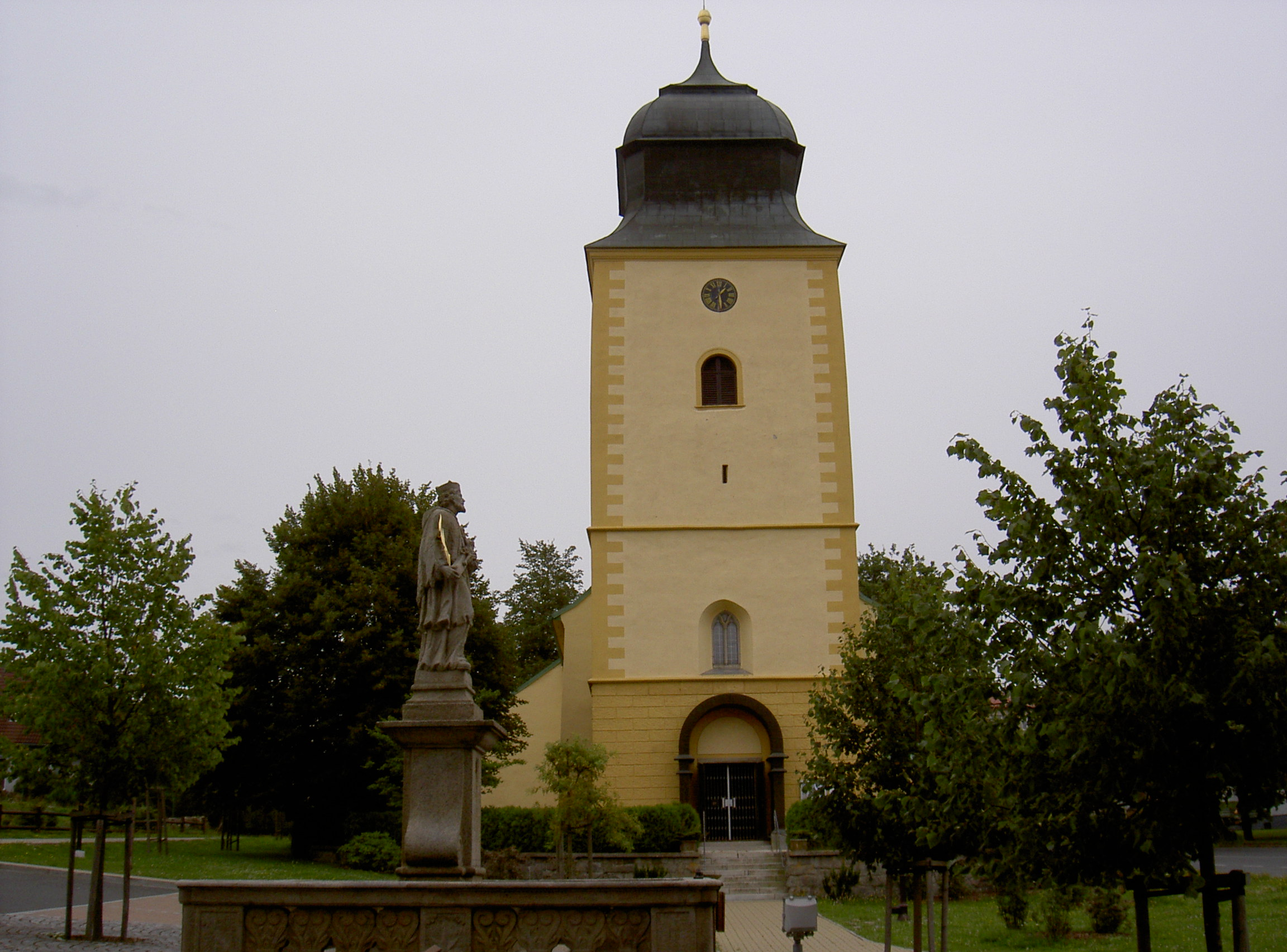
Nepomukstatue und Kirche St. Georg

## Geschichte
Die Geschichte der Stadt ist eng mit der Vergangenheit der Burg Přimda (Burg Pfraumberg) verbunden. Die Siedlung lag an einem wichtigen Handelsweg von Prag nach Nürnberg. Er entstand vermutlich kurz nach der Gründung der Burg. 1331 erwarb das Städtchen die ersten Privilegien. 1675 kaufte das Geschlecht der Novohradští von Kolowrat, die es mit dem nahen Gut in Velké Dvorce (Groß Meierhöfen) vereinigten.
Přimda gehörte bis zum Ende des Ersten Weltkriegs 1918 zum Königreich Böhmen als Teil Österreich-Ungarns. Nach dem Zerfall der Doppelmonarchie gehörte es zur Tschechoslowakei. Im Münchner Abkommen wurde der Ort dem Deutschen Reich zugeschlagen und gehörte bis 1945 zum Landkreis Tachau im sogenannten Sudetenland.
Am 20. April 1945 wurde die Stadt von amerikanischen Bombern mittels Brandbomben angegriffen, sodass etwa 80 Prozent der Gebäude vernichtet wurden.
Nach dem Zweiten Weltkrieg 1945 wurden, auf der Basis der Beneš-Dekrete, die deutschen Einwohner vertrieben. Nachfolgend wurde der Ort mit tschechischen Neubürgern aus anderen Landesteilen besiedelt.

## Sehenswürdigkeiten
- Romanische Kirche des Hl. Georg
- Statue des hl. Johannes Nepomuk
- Burg Pfraumberg (Burg Přimda) auf dem Tafelberg Pfraumberg (Přimda), dem Charakterberg des Tachauer Landes

## Städtepartnerschaften
- Pfreimd, Deutschland, seit 2013[4]

## Gemeindegliederung
Die Stadt Přimda besteht aus den Ortsteilen:
- Kundratice (Konraditz),
- Malé Dvorce (Klein Meierhöfen),
- Málkov (Molgau) mit Svatá Apolena (St. Apollonia),
- Mlýnec (Milles),
- Přimda mit Mílov (Mühlloh),
- Rájov (Rail),
- Třískolupy (Drißgloben),
- Újezd pod Přimdou (Ujest),
- Velké Dvorce (Groß Meierhöfen).

Das Gemeindegebiet gliedert sich in die Katastralbezirke Kundratice u Přimdy, Malé Dvorce, Málkov u Přimdy, Mlýnec pod Přimdou, Přimda, Rájov u Třískolup, Třískolupy pod Přimdou, Újezd pod Přimdou und Velké Dvorce.

## Persönlichkeiten
- Josef Gross (* 10. Oktober 1866 in Pfraumberg; † 20. Januar 1931), Theologe, Bischof von Leitmeritz